# Горно Папратско
Горно Па̀пратско, още Папърско (на гръцки: Πτεριά, Птерия, понякога Άνω Πτεριά, Ано Птерия, среща се и формата, Φτεριά, Фтерия, до 1926 година Άνω Παπράτσκον, Ано Папрацкон, на албански: Prapacka e Sipërme) е село в Егейска Македония, Република Гърция, в дем Костур, област Западна Македония.

## География
Селото е разположено на 22 километра западно от демовия център Костур и на 5 километра от гръцко-албанската граница, в северните поли на Алевица. На северозапад Папратско граничи с Шак (Комнинадес), на югозапад с Тръстика (Акондио), на юг с Гръче (Птелея), на изток с Ошени (Ини). Преди 1923 година махалите на Папратско са Горно Папратско, южната махала, разположена на хълм, населена с албанци мюсюлмани, Долно Папратско, северната махала в равнината, населена с българи заселници, които освен български говорят и албански и Средната махала (на албански Mehalla e Mesi), разположена на хълм между българската и албанската.

## История

### В Османската империя
Горно Папратско е традиционно българско село, потурчено в немирните години при управлението на Али паша Янински. Според статистиката на Васил Кънчов („Македония. Етнография и статистика“) в 1900 Горно Папратско има 330 жители българи мохамедани.
На Етнографската карта на Битолския вилает на Картографския институт в София от 1901 година Горно Папраско е чисто турско село в Костурската каза на Корчанския санджак с 40 къщи.
Селото праща башибозук, който опожарява и разграбва съседните български села по времето на Илинденското въстание.
Гръцка статистика от 1905 година представя селото като турско 350 жители. Според Георги Константинов Бистрицки Горно Папратско преди Балканската война има 45 помашки къщи.
На етническата карта на Костурското братство в София от 1940 година, към 1912 година Горно Папратско е обозначено като българо-турско селище.
До 1923 година фамилиите в Горно Папратско са Дубарови (Dubara), Кондови (Kondo), Лиманеви (Limani), Пайолеви (Pajolli) и други.

### В Гърция
През войната в селото влизат гръцки части и в 1913 година вследствие на Междусъюзническата война попада в Гърция. Боривое Милоевич пише в 1921 година („Южна Македония“), че Горно Папратско има 50 къщи славяни мохамедани.
В 1924 година мюсюлманското население на Горно Папратско се изселва в Турция и на негово място са заселени гърци, бежанци от Мала Азия, които в 1928 година са 181 или според други данни 49 семейства и 194 души.
В 1926 година името на селото е преведено на гръцки като Птерия (в превод Папратско).
През Втората световна война в Горно Папратско е създадена въоръжена мухаджирска чета за терор над българското население.
Жителите традиционно произвеждат жито, леща и тютюн.
| Име           | Име       | Ново име   | Ново име   | Описание                             |
| ------------- | --------- | ---------- | ---------- | ------------------------------------ |
| Четирска река | Κόρε Ρέκα | Ано Рема   | Άνω Ρέμα   | река, минаваща Ю от Папратско        |
| Вишомо        | Βίσομο    | Лептокария | Λεπτοκαριά | местност във Флацата, С от Папратско |

| Албански топоними от Горно Папратско преди изселването в 1923 година | Албански топоними от Горно Папратско преди изселването в 1923 година | Албански топоними от Горно Папратско преди изселването в 1923 година |
| Име                                                                  | Име                                                                  | Обяснение                                                            |
| -------------------------------------------------------------------- | -------------------------------------------------------------------- | -------------------------------------------------------------------- |
| Ara e Sherrit                                                        |                                                                      | ниви на С, за които имало спорове                                    |
| Arat e Plakës                                                        |                                                                      | ниви на И, принадлежали на стара вдовица                             |
| Burimi i Kroit                                                       |                                                                      | извор на С                                                           |
| Borovë/a                                                             | Борово                                                               | ниви на И                                                            |
| Bostanishtja                                                         | Бостанища                                                            | ниви на И                                                            |
| Kroi i Mellit                                                        |                                                                      | чешма на С                                                           |
| Lisi i Math                                                          |                                                                      | вековен вакъфен дъб по пътя за Костур                                |
| Lum i Shagut                                                         | Шакска река                                                          | реката, минаваща между Долно и Горно Папратско                       |
| Mell/i                                                               |                                                                      | хълм на С                                                            |
| Mera/ja                                                              |                                                                      | селските гробища на З                                                |
| Plloçat e Oshanjit                                                   | Ошенски плочи                                                        | местност, където се добиват плочи за покриви                         |
| Prapacka e Poshtëme                                                  | Долно Папратско                                                      | българската и албанската агаларска махала на С                       |
| Stan i Dhive                                                         |                                                                      | пасище за кози на С                                                  |
| Starje/a                                                             | Старие                                                               |                                                                      |
| Stenat e Oshanjit                                                    | Ошенска стена                                                        | скали, пещера и пропаст на С                                         |
| Teqja e Demir Shahut                                                 |                                                                      | местност на И, в която се хвърлят пари за помощ при опасност         |

| Година    | 1913 | 1920 | 1928 | 1940 | 1951 | 1961 | 1971 | 1981 | 1991 | 2001 | 2011 | 2021 |
| --------- | ---- | ---- | ---- | ---- | ---- | ---- | ---- | ---- | ---- | ---- | ---- | ---- |
| Население | 442  | 351  | 181  | 312  | 275  | 333  | 342  | 269  | 207  | 165  | 133  | 92   |